# Mott the Hoople

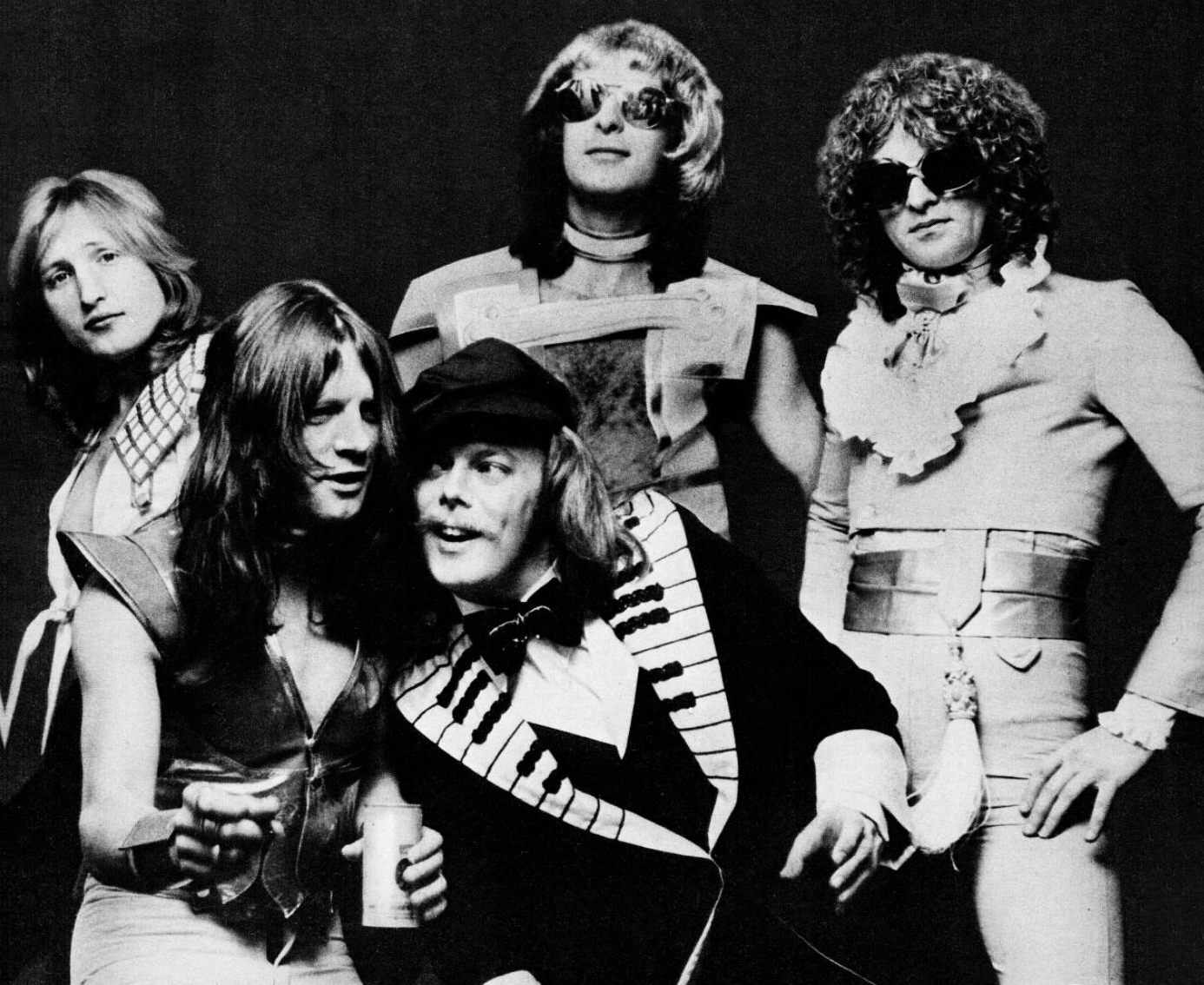
Mott the Hoople, 1974

Mott the Hoople — британський рок-гурт, утворений 1969 року у Херефорді. До складу гурту ввійшли: Мік Ральфс (1944—2025) — гітара, вокал; Верден Оллен (Verden Allen), 26.05.1944, Херефорд, Велика Британія — клавішні; Пітер Оверенд Воттс (Peter Overend Watts), 13.05.1945, Бірмінгем, Велика Британія — бас, вокал і Теренс Дейл «Баффін» Гріффін (Terence Dale «Buffin» Griffin), 24.10.1948, Росс на Вайї, Велика Британія — ударні.
Свої музичні кар'єри ці музиканти розпочали ще 1965 року, граючи разом в уельських гуртах Shakedown Sound, Doc Thomas Group та Silence. Гурт Silence було утворено разом з вокалістом Стеном Тіппінсом, але після його виходу гурт опинився на межі розпаду. Проте незважаючи на таке становище, Мік Ральфс вирішив відправити демо-плівку продюсеру Гайю Стівенсу, який співпрацював з фірмою «Island Records». Стівенсу сподобався запис і на початку 1969 року музиканти перебралися до Лондона, де дали оголошення у тижневику «Melody Maker» про пошуки вокаліста. Після багатьох прослуховувань було вибрано перспективного вокаліста й клавішника Йена Хантера (Ian Hunter), 3.06.1946, Шревсбері, Велика Британія. У червні 1969 року Гай Стівенс дав гурту нову назву — Mott the Hoople, яку запозичив з книжки Вілларда Мейнуса, і незабаром гурт почав записуватись на фірмі «Island Records».
В дебютному альбомі «Mott The Hoople» можна було відчути сильний вплив Боба Ділана, який найбільше впізнавався у «носовому» вокалі Хантера та його сценічному іміджі. (З кучерявим волоссям і темними окулярами Хантер дуже нагадував Ділана 1966 року, і такий імідж мав досить довго). До цього альбому, обкладинку якого ілюстрував Ен Сі Ешер, ввійшли, наприклад, цікаві обробки «You Really Got Me» з репертуару The Kinks та «Laugh At Me» Сонні Боно. Платівка переконала багатьох критиків та слухачів, що Mott the Hoople стане популярним гуртом.
Однак наступні три альбоми виявилися лише повторенням досягнень дебютної платівки, а самих музикантів утримувала у групі лише здобута раніше популярність та концертні виступи. Незважаючи на участь вокаліста Стіва Марріотта у запису сингла «Midnight Lady», великих хітів гурту все ж не вдалося створити.
26 березня 1972 року, після виходу із складу гурту Оллена, розчаровані музиканти вирішили взагалі припинити спільну діяльність. Змінити рішення переконав Девід Боуї, який запропонував свою допомогу як продюсер, а також влаштував Mott the Hoople опіку власного менеджера Тоні де Фріза. Побічно гурт уклав нову угоду з фірмою «CBS», на якій дебютував синглом «All The Young Dudes» авторства Девіда Боуї. Цей твір, що був вражаючою сповіддю гомосексуалів, несподівано приніс гурту великий успіх, зайнявши третю позицію британського чарту.
Смугу успіху Mott the Hoople продовжив написаний Хантером твір «Honaloochie Boogie», та попри це 1973 року Ральфс вирішив залишити своїх колег, щоб утворити Bad Company. Після приєднання до гурту колишнього клавішника The Love Affair Моргана Фішера (Morgan Fisher), 1.01.1950, Лондон, Велика Британія та екс-Spooky Tooth Ейріла Бендера (Ariel Bender) справжнє ім'я Лютер Гросвенор (Luther Grosvenor), 21.12.1946, Івшем, Велика Британія — гітара, гурт Mott the Hoople продовжив постачати до британського чарту свої записи, серед яких були, наприклад, «All The Wrom Memphis» та «Roll Away The Stone».
1974 року на місце Бендера, який утворив власну формацію Widowmaker, прийшов пов'язаний колись з гуртом Девіда Боуї The Spiders From Mars гітарист Мік Ронсон (Mick Ronson; 26.05.1949, Халл, Велика Британія — 29.04.1993, Лондон, Велика Британія). Наприкінці того ж року було несподівано перервано приготування до європейського турне гурту, коли Хантер внаслідок виснаження потрапив до шпиталю. Однак стан його здоров'я виявився досить тяжким, тому турне довелося взагалі скасувати. Надалі, коли виникли чутки, що Хантер уклав контракт, щоб розпочати сольну кар'єру, у якій йому збирався допомагати Ронсон, непорозуміння серед музикантів гурту стали настільки серйозними, що найкращий склад Mott the Hoople дуже бурхливо припинив свою діяльність.
Після офіційного виходу Хантера та Ронсона, Воттс, Гріффін та Фішер разом з вокалістом Найджелом Бенджаміном (Nigel Benjamin) та Рейєм Мейджорем (Ray Major — гітара, вокал) продовжили свою діяльність під назвою Mott. Наприкінці 1976 року своїх колег залишив Бенджамін і його місце посів екс-Medicine Head Джон Фіддлер (John Fiddler) — вокал, гітара. У травні 1977 року квінтет взяв собі назву The British Lions, під якою і працював до початку 1980-х років.

## Дискографія
Студійні альбоми
- Mott the Hoople (1969)
- Mad Shadows (1970)
- Wildlife (1971)
- Brain Capers (1971)
- All the Young Dudes (1972)
- Mott (1973)
- The Hoople (1974)